# Nazionale maschile di pallacanestro della Francia
La nazionale maschile di pallacanestro della Francia (Équipe de France de basket-ball) rappresenta la Francia nelle competizioni internazionali maschili 
di pallacanestro organizzate dalla FIBA ed è gestita dalla Federazione cestistica della Francia.

## Storia

### I primi anni di successi
La storia della squadra francese è stata altalenante: troppo spesso assente dalle Olimpiadi e dai Campionati del Mondo, ha anche vissuto periodi durante i quali è stata ai vertici della pallacanestro mondiale.
Il primo periodo di gloria è iniziato tra la fine degli anni quaranta, e l'inizio degli anni cinquanta. Ai Giochi Olimpici di Londra 1948, la squadra francese guidata da Robert Busnel vinse la prima medaglia della sua storia: una medaglia d'argento ottenuta dopo aver perso la finale contro la nazionale statunitense per 65 a 21. Sulla scia di quel successo, la nazionale conquistò altre tre podi agli Europei: il 2º posto nel 1949, e il 3º posto nelle edizioni del 1951 e del 1953, con André Vacheresse.

### La crisi degli anni '60 e '70 e il ritorno al successo
Gli anni che seguirono furono assai meno gloriosi: la Francia vide via via perdere la propria forza competitiva fino a scomparire quasi completamente dalla scena internazionale, con continue mancate apparizioni alle Olimpiadi e ai Mondiali.
Gli anni ottanta videro la ribalta di nuovi giocatori, primi fra tutti Richard Dacoury e Jacques Monclar. Nel corso del decennio, la squadra riuscì a ritornare alle Olimpiadi, a Los Angeles 1984, e ai Mondiali del 1986.
Gli anni novanta, pur ritornando ad un buon livello in ambito europeo, con il 4º posto assoluto nell'edizione del 1999, grazie alle prestazioni di Rigaudeau, Sciarra, Bilba, Foirest, furono ancora deludenti a livello mondiale
.

### Il nuovo millennio e le stelle NBA
Le buone prestazioni all'Europeo valsero la partecipazione alle Olimpiadi di Sydney 2000: la squadra guidata in panchina da Jean-Pierre de Vincenzi, e in campo da Antoine Rigaudeau e Jim Bilba riuscì a conquistare, dopo 52 anni, il secondo argento olimpico della sua storia.
Gli Europei del 2001, con la spina dorsale composta dalla compagine olimpica, con l'aggiunta del diciannovenne Tony Parker, scelto dai San Antonio Spurs, furono ritenuti assai deludenti, con il 6º posto finale. L'edizione successiva della competizione continentale, giocata in Svezia, era ritenuta assai promettente: oltre alla stella di Tony Parker, fresco vincitore del suo primo titolo NBA, altri due erano i giocatori che militavano negli Stati Uniti, Jérôme Moïso e Tariq Abdul-Wahad, ai quali si aggiungevano altri giocatori di indubbio talento come Laurent Foirest, Boris Diaw, futuro giocatore NBA, Cyril Julian e Florent Piétrus. Ma nonostante tali premesse, la squadra venne sconfitta in semifinale dalla nazionale lituana, e perse addirittura contro la nazionale italiana (battuta molto nettamente al primo turno), assai meno quotata, non solo la finale per il 3º/4º posto, ma anche, e soprattutto la qualificazione per le Olimpiadi di Atene 2004.
L'edizione del 2005, sotto la guida del nuovo allenatore Claude Bergeaud vide un cambiamento di rotta: via Moïso, e Abdul-Wahad, ritenuti poco entusiasti di indossare la maglia della nazionale, e galloni di leader affidati a Tony Parker, Boris Diaw e Mickaël Piétrus, con il ritorno del "vecchio" Antoine Rigaudeau. Il risultato finale fu la conquista della medaglia di bronzo, con la vittoria, nella finalina, di ben 30 punti sulla nazionale spagnola.
Agli Europei del 2007, la squadra non riesce a ripetersi, conquistando solamente l'8º posto, e, dopo un girone di qualificazione molto al di sotto delle aspettative, riesce a strappare la partecipazione per gli Europei di Polonia 2009 all'ultimo turno disponibile dell'Additional Round del turno di Qualificazione, superando, in due incontri di andata e ritorno, il Belgio, grazie alla differenza canestri. Gli Europei polacchi iniziano benissimo, in quanto la Francia passa imbattuta sia il primo girone (battendo Russia e Germania), sia il secondo (battendo anche i greci). Ai quarti la Francia incontra però la campionessa mondiale, argento agli europei di due anni prima, e futura vincitrice della manifestazione, della Spagna, capitanata da Pau Gasol. Gli iberici erano infatti incredibilmente arrivati ultimi tra le qualificate alla fase ad eliminazione diretta nel loro girone. Contro i fortissimi spagnoli la Francia può ben poco e perde 86-66; i transalpini coronano comunque un ottimo europeo chiudendo nella miglior posizione possibile, quinti, battendo Turchia e Croazia. Il primo successo all'Europeo giunge finalmente due anni dopo, in Slovenia al Campionato europeo 2013. Successivamente il basket francese si conferma a livelli alti, con due bronzi mondiali consecutivi (nel 2014 e nel 2019), un bronzo e un argento negli Europei (nel 2015 e nel 2022) e soprattutto con l'argento olimpico a Tokyo 2020, dove vengono sconfitti in finale dagli Stati Uniti. Una brusca battuta d'arresto arriva invece nel Mondiale 2023, dove i francesi vengono clamorosamente eliminati al primo turno.

## Piazzamenti
Olimpiadi
- 1936 - 19º
- 1948 -  2º
- 1952 - 8º
- 1956 - 4º
- 1960 - 10º
- 1984 - 11º
- 2000 -  2º
- 2012 - 6º
- 2016 - 6°
- 2020 -  2º
- 2024 -  2º

Mondiali
- 1950 - 6º
- 1954 - 4º
- 1963 - 5º
- 1986 - 14º
- 2006 - 5º
- 2010 - 13º
- 2014 -  3º
- 2019 -  3º

Europei
- 1935 - 5º
- 1937 -  3º
- 1939 - 4º
- 1946 - 4º
- 1947 - 5º
- 1949 -  2º
- 1951 -  3º
- 1953 -  3º
- 1955 - 9º
- 1957 - 8º
- 1959 -  3º
- 1961 - 4º
- 1963 - 13º
- 1965 - 9º
- 1967 - 11º
- 1971 - 10º
- 1973 - 10º
- 1977 - 11º
- 1979 - 8º
- 1981 - 8º

- 1983 - 5º
- 1985 - 6º
- 1987 - 9º
- 1989 - 6º
- 1991 - 4º
- 1993 - 7º
- 1995 - 8º
- 1997 - 10º
- 1999 - 4º
- 2001 - 6º
- 2003 - 4º
- 2005 -  3º
- 2007 - 8º
- 2009 - 5º
- 2011 -  2º
- 2013 -  1º
- 2015 -  3º
- 2017 - 12°
- 2022 -  2°

Mediterranei
- 1955 - 5°
- 1967 - 5°
- 1975 -  2°
- 1991 -  3°
- 1993 -  3°

Altre Manifestazioni
- Torneo Supercup: 3

1998, 1999, 2003

## Allenatori
- 1948-1956: Robert Busnel
- 1957-1964: André Buffière
- 1965-1974: Joë Jaunay
- 1974: Jacques Fiévé
- 1975-1983: Pierre Dao
- 1983-1985: Jean Luent
- 1985-1988: Jean Galle
- 1988-1993: Francis Jordane
- 1993-1995: Michel Gomez
- 1995-2000: Jean-Pierre de Vincenzi
- 2000-2003: Alain Weisz
- 2003-2007: Claude Bergeaud
- 2008: Michel Gomez
- 2009- : Vincent Collet

## Formazioni

### Olimpiadi
Pallacanestro ai Giochi della XI Olimpiade3 Boël, 4 Hell, 5 Onimus, 6 Prudhomme, 7 Rudler, 8 Thèze, 9 Caque, 10 Flouret, 11 Étienne, 12 Carrier, 13 Cohu, 14 Couturier, 15 Fontaine, 16 Leclère,        All. Teddy Kriegk
Pallacanestro ai Giochi della XIV Olimpiade3 Buffière, 4 Derency, 5 Thiolon, 6 Perrier, 7 Chocat, 8 Offner, 9 Even, 10 Desaymonet, 11 Guillou, 12 Bonnevie, 13 Girardot, 14 Rebuffic, 15 Quenin, 16 Barrais,        All. Robert Busnel
Pallacanestro ai Giochi della XV Olimpiade3 Haudegand, 4 Planque, 5 Monclar, 6 Chocat, 7 Perniceni, 8 Devoti, 9 Guillin, 10 Crost, 11 Dessemme, 12 Buffière, 13 Vacheresse, 14 Chavet, 15 Salignon, 16 Beugnot,        All. Robert Busnel
Pallacanestro ai Giochi della XVI Olimpiade3 Haudegand, 4 Baltzer, 5 Monclar, 6 Veyron, 7 Sturla, 8 Rey, 9 Antoine, 10 Grange, 11 Gominon, 12 Buffière, 13 Schlupp, 14 Beugnot,        All. Robert Busnel
Pallacanestro ai Giochi della XVII Olimpiade3 Villecourt, 4 Dorigo, 5 Monclar, 6 Christ, 7 Degros, 8 Baltzer, 9 Antoine, 10 Grange, 11 Mayeur, 12 Beugnot, 13 Baillet, 14 Bertorelle,        All. André Buffière
Pallacanestro ai Giochi della XXIII Olimpiade - Torneo maschile4 G. Beugnot, 5 Sénégal, 6 Dacoury, 7 Monclar, 8 Szanyiel, 9 Ostrowski, 10 Deganis, 11 Dubuisson, 12 Cham, 13 Kaba, 14 É. Beugnot, 15 Vestris,        All. Jean Luent
Pallacanestro ai Giochi della XXVII Olimpiade - Torneo maschile4 Sonko, 5 Sciarra, 6 Rigaudeau, 7 Foirest, 8 Bonato, 9 Dioumassi, 10 Risacher, 11 Gadou, 12 Julian, 13 Palmer, 14 Bilba, 15 Weis,        All. Jean-Pierre de Vincenzi
Pallacanestro ai Giochi della XXX Olimpiade - Torneo maschile4 Séraphin, 5 Batum, 6 Causeur, 7 Diawara, 8 Traoré, 9 Parker, 10 Bokolo, 11 Piétrus, 12 de Colo, 13 Diaw, 14 Turiaf, 15 Gelabale,        All. Vincent Collet
Pallacanestro ai Giochi della XXXI Olimpiade - Torneo maschile4 Heurtel, 5 Batum, 6 Diot, 7 Lauvergne, 8 Kahudi, 9 Parker, 11 Piétrus, 12 de Colo, 13 Diaw, 15 Gelabale, 16 Gobert, 17 Tillie,        All. Vincent Collet
Pallacanestro ai Giochi della XXXII Olimpiade - Torneo maschile1 Ntilikina, 3 Luwawu-Cabarrot, 4 Heurtel, 5 Batum, 7 Yabusele, 10 Fournier, 12 de Colo, 17 Poirier, 21 Albicy, 27 Gobert, 28 Cornelie, 93 Fall,        All. Vincent Collet
Pallacanestro ai Giochi della XXXIII Olimpiade - Torneo maschile1 Ntilikina, 5 Batum, 6 Albicy, 7 Yabusele, 8 Cordinier, 10 Fournier, 12 de Colo, 26 Lessort, 27 Gobert, 32 Wembanyama, 85 Strazel, 99 Coulibaly,        All. Vincent Collet

### Mondiali
Campionato mondiale maschile di pallacanestro 19503 Perrier, 4 Swidzinski, 5 Perniceni, 6 Guillou, 7 Marsolat, 8 Salignon, 9 Marcelot, 10 Desaymonet, 11 Dessemme, 12 Vacheresse, 13 Chalifour, 14 Monclar,        All. Robert Busnel
Campionato mondiale maschile di pallacanestro 19543 Haudegand, 4 Zagury, 5 Monclar, 6 Freimuller, 7 Perniceni, 8 Rey, 9 Antoine, 10 Grange, 11 Dessemme, 12 Buffière, 13 Bertorelle, 14 Beugnot, 15 Schlupp, 16 Gominon,        All. Robert Busnel
Campionato mondiale maschile di pallacanestro 19634 Dorigo, 5 Vinson, 6 Gilles, 7 Degros, 8 Baltzer, 9 Le Ray, 10 Grange, 11 Mayeur, 12 Ré, 13 Rat, 14 Ruiz, 15 Lefèbvre,        All. André Buffière
Campionato mondiale maschile di pallacanestro 19864 Hufnagel, 5 Demory, 6 Cham, 7 Monclar, 8 Dacoury, 9 Ostrowski, 10 Garnier, 11 Dubuisson, 12 Haquet, 13 Deganis, 14 Beugnot, 15 Vestris,        All. Jean Galle
Campionato mondiale maschile di pallacanestro 20064 Gomis, 5 Gelabale, 6 Jeanneau, 7 Foirest, 8 M. Piétrus, 9 Diarra, 10 Bokolo, 11 F. Piétrus, 12 Petro, 13 Diaw, 14 Turiaf, 15 Weis,        All. Claude Bergeaud
Campionato mondiale maschile di pallacanestro 20104 Albicy, 5 Batum, 6 Causeur, 7 Koffi, 8 Mahinmi, 9 Jackson, 10 Bokolo, 11 Piétrus, 12 de Colo, 13 Diaw, 14 Gelabale, 15 Traoré,        All. Vincent Collet
Campionato mondiale maschile di pallacanestro 20144 Heurtel, 5 Batum, 6 Diot, 7 Lauvergne, 8 Kahudi, 9 Jackson, 10 Fournier, 11 Piétrus, 12 Gobert, 13 Diaw, 14 Tillie, 15 Gelabale,        All. Vincent Collet
Campionato mondiale maschile di pallacanestro 20191 Ntilikina, 2 M'Baye, 5 Batum, 10 Fournier, 12 de Colo, 17 Poirier, 21 Albicy, 25 Labeyrie, 26 Lessort, 27 Gobert, 33 Toupane, 90 Lacombe,        All. Vincent Collet
Campionato mondiale maschile di pallacanestro 20230 Okobo, 5 Batum, 7 Yabusele, 10 Fournier, 12 de Colo, 22 Tarpey, 24 Ouattara, 26 Lessort, 27 Gobert, 30 Cordinier, 93 Fall, 00 Francisco,       All. Vincent Collet

### Europei
Campionato europeo maschile di pallacanestro 1935Boël, Cohu, Étienne, Gouga, Hell, Hemmerlin, Rudler, Flouret, All. Marius Orial
Campionato europeo maschile di pallacanestro 1937Boël, Cohu, Étienne, Flouret, Hell, Leclère, Lesmayoux, Prudhomme, Ronner, Vérot, All. Henri Kretzschmar
Campionato europeo maschile di pallacanestro 19393 Fabrikant, 4 Lesmayoux, 5 Prudhomme, 6 Jeammes, 7 Étienne, 8 Frézot, 9 Katlama, 10 Cohu, 11 Mertz, 12 Gravier, 13 Busnel, 14 Ambroise, 15 Falleur, 16 Gonnet,        All. Paul Geist
Campionato europeo maschile di pallacanestro 19463 Buffière, 4 Duperray, 5 Busnel, 6 Perrier, 7 Tartary, 8 Rebuffic, 9 Chocat, 10 Chaumont, 11 Lesmayoux, 12 Frézot, 13 Étienne, 14 Specker, 15 Goeuriot, 16 Girardot,        All. Paul Geist
Campionato europeo maschile di pallacanestro 19473 Perrier, 4 Duperray, 5 Busnel, 6 Gravas, 7 Thiolon, 8 Lesmayoux, 9 Chocat, 10 Guillou, 11 Favory, 12 Béziers, 13 Frézot, 14 Girardot, 15 Goeuriot, 16 Faucherre,        All. Michael Rutzgis
Campionato europeo maschile di pallacanestro 19493 Buffière, 4 Perniceni, 5 Quiblier, 6 Swidzinski, 7 Chocat, 8 Salignon, 9 Freimuller, 10 Busnel, 11 Dessemme, 12 Vacheresse, 13 Devoti, 14 Desaymonet, 15 Favory, 16 Guillou,        All. Robert Busnel
Campionato europeo maschile di pallacanestro 19513 Vacheresse, 4 Thiolon, 5 Quiblier, 6 Devoti, 7 Freimuller, 8 Salignon, 9 Specker, 10 Chocat, 11 Dessemme, 13 Guillin, 14 Peirone, 15 Monclar, 16 Perniceni, 17 Buffière,        All. Robert Busnel
Campionato europeo maschile di pallacanestro 19533 Freimuller, 4 Planque, 5 Monclar, 6 Gallay, 7 Perniceni, 8 Haudegand, 9 Guillin, 10 Chocat, 11 Dessemme, 12 Buffière, 13 Vacheresse, 14 Rey, 15 Quiblier, 16 Specker,        All. Robert Busnel
Campionato europeo maschile di pallacanestro 19553 Pontais, 4 Planque, 5 Monclar, 6 Freimuller, 7 Perniceni, 8 Rey, 9 Owen, 10 Grange, 11 Marcelot, 12 Buffière, 13 Vacheresse, 14 Beugnot, 15 Bertorelle, 16 Giraud,        All. Robert Busnel
Campionato europeo maschile di pallacanestro 19573 Bertorelle, 4 Baltzer, 5 Monclar, 6 Buffière, 7 Sturla, 8 Guillaume, 9 Antoine, 10 Grange, 11 Mayeur, 12 Veyron, 13 Desseaux, 14 Lefebvre,        All. Robert Busnel
Campionato europeo maschile di pallacanestro 19593 Dorigo, 4 Chavet, 5 Monclar, 6 Baltzer, 7 Sedat, 8 Villecourt, 9 Christ, 10 Grange, 11 Mayeur, 12 Rat, 13 Baillet, 14 Lefèbvre,        All. André Buffière
Campionato europeo maschile di pallacanestro 19614 Sedat, 5 Goisbault, 6 Christ, 7 Housse, 8 Souvré, 9 Le Ray, 10 Grange, 11 Mayeur, 12 Beugnot, 13 Baltzer, 14 Vergne, 15 Rat,        All. André Buffière
Campionato europeo maschile di pallacanestro 19634 Rat, 5 Marc, 6 Bonato, 7 Degros, 8 Baltzer, 9 Caballé, 10 Goisbault, 11 Gilles, 12 Ré, 13 Audureau, 14 Baillet, 15 Lefèbvre,        All. André Buffière
Campionato europeo maschile di pallacanestro 19654 Capron, 5 Dorigo, 6 Gilles, 7 Degros, 8 Papin, 9 Le Ray, 10 Biasucci, 11 Ledent, 12 Jouaret, 13 Boulois, 14 Bonato, 15 Schol,        All. Joë Jaunay
Campionato europeo maschile di pallacanestro 19674 Schneider, 5 Tassin, 6 Gilles, 7 Degros, 8 Schol, 9 Le Ray, 10 Bonato, 11 Staelens, 12 Longueville, 13 Lespinasse, 14 Peter, 15 Durand,        All. Joë Jaunay
Campionato europeo maschile di pallacanestro 19714 Ledent, 5 Tassin, 6 Gilles, 7 Wilm, 8 Gasnal, 9 Magnin, 10 Bonato, 11 Staelens, 12 Longueville, 13 Lespinasse, 14 Cachemire, 15 Durand,        All. Joë Jaunay
Campionato europeo maschile di pallacanestro 19734 Galle, 5 Ledent, 6 Sénégal, 7 Tassin, 8 Vérove, 9 Vacher, 10 Bonato, 11 Onissah, 12 Gasnal, 13 Cachemire, 14 Lamothe, 15 Demars,        All. Joë Jaunay
Campionato europeo maschile di pallacanestro 19774 White, 5 Vacher, 6 Gilles, 7 Larrouquis, 8 Durand, 9 Dobbels, 10 Bisséni, 11 Dubuisson, 12 Lamothe, 13 Cachemire, 14 Beugnot, 15 Duquesnoy,        All. Pierre Dao
Campionato europeo maschile di pallacanestro 19794 Boistol, 5 Sénégal, 6 Vebobe, 7 Monclar, 8 Cain, 9 Brosterhous, 10 Bisséni, 11 Dubuisson, 12 Lamothe, 13 Cachemire, 14 Beugnot, 15 Faye,        All. Pierre Dao
Campionato europeo maschile di pallacanestro 19814 Cham, 5 Sénégal, 6 Hufnagel, 7 Monclar, 8 Szanyiel, 9 Dobbels, 10 Dacoury, 11 Dubuisson, 12 Lamothe, 13 Cachemire, 14 Beugnot, 15 Deganis,        All. Pierre Dao
Campionato europeo maschile di pallacanestro 19834 Larrouquis, 5 Sénégal, 6 Dacoury, 7 Monclar, 8 Szanyiel, 9 Brosterhous, 10 Faye, 11 Dubuisson, 12 Haquet, 13 Cachemire, 14 Beugnot, 15 Vestris,        All. Pierre Dao
Campionato europeo maschile di pallacanestro 19854 Hufnagel, 5 Cazalon, 6 Cham, 7 Monclar, 8 Szanyiel, 9 Ostrowski, 10 Grégoire, 11 Dubuisson, 12 Haquet, 13 Garnier, 14 Hersin, 15 Demory,        All. Jean Luent
Campionato europeo maschile di pallacanestro 19874 Hufnagel, 5 Demory, 6 Cham, 7 Dacoury, 8 Monetti, 9 Ostrowski, 10 Bressant, 11 Dubuisson, 12 Hersin, 13 Deganis, 14 Beugnot, 15 Vestris,        All. Jean Galle
Campionato europeo maschile di pallacanestro 19894 Hufnagel, 5 Bilba, 6 Beugnot, 7 Dacoury, 8 Lauvergne, 9 Ostrowski, 10 Occansey, 11 Dubuisson, 12 Cham, 13 Jackson, 14 Butter, 15 Vestris,        All. Francis Jordane
Campionato europeo maschile di pallacanestro 19914 Forte, 5 Demory, 6 Rigaudeau, 7 Dacoury, 8 Szanyiel, 9 Ostrowski, 10 Occansey, 11 Gadou, 12 Courtinard, 13 Adams, 14 Deines, 15 Bilba,        All. Francis Jordane
Campionato europeo maschile di pallacanestro 19934 Forte, 5 Allinéi, 6 Soulé, 7 Risacher, 8 Bonato, 9 Ostrowski, 10 Coqueran, 11 Rigaudeau, 12 Courtinard, 13 Adams, 14 Gadou, 15 Bilba,        All. Francis Jordane
Campionato europeo maschile di pallacanestro 19954 Forte, 5 Sonko, 6 Rigaudeau, 7 Hamm, 8 Bonato, 9 Ostrowski, 10 Occansey, 11 T. Gadou, 12 D. Gadou, 13 Butter, 14 Bilba, 15 Domon,        All. Michel Gomez
Campionato europeo maschile di pallacanestro 19974 Pluvy, 5 Moïso, 6 Dubos, 7 Foirest, 8 Bonato, 9 Fauthoux, 10 Risacher, 11 Gadou, 12 Julian, 13 Adams, 14 Sciarra, 15 Rippert,        All. Jean-Pierre de Vincenzi
Campionato europeo maschile di pallacanestro 19994 Sonko, 5 Digbeu, 6 Rigaudeau, 7 Foirest, 8 Sciarra, 9 Abdul-Wahad, 10 Risacher, 11 Gadou, 12 Julian, 13 Weis, 14 Bilba, 15 Smith,        All. Jean-Pierre de Vincenzi
Campionato europeo maschile di pallacanestro 20014 Micoud, 5 Sciarra, 6 Parker, 7 Foirest, 8 Digbeu, 9 Dioumassi, 10 Risacher, 11 Evtimov, 12 Julian, 13 Palmer, 14 Bilba, 15 Weis,        All. Alain Weisz
Campionato europeo maschile di pallacanestro 20034 Sonko, 5 Abdul-Wahad, 6 Moïso, 7 Foirest, 8 Digbeu, 9 Parker, 10 Dioumassi, 11 Piétrus, 12 Julian, 13 Diaw, 14 Rupert, 15 Turiaf,        All. Alain Weisz
Campionato europeo maschile di pallacanestro 20054 Fauthoux, 5 Gelabale, 6 Rigaudeau, 7 Julian, 8 M. Piétrus, 9 Parker, 10 Diarra, 11 F. Piétrus, 12 Schmitt, 13 Diaw, 14 Weis, 15 Giffa,        All. Claude Bergeaud
Campionato europeo maschile di pallacanestro 20074 Gomis, 5 Badiane, 6 Giffa, 7 Sangaré, 8 Diawara, 9 Parker, 10 Ferchaud, 11 Piétrus, 12 Kirksay, 13 Diaw, 14 Turiaf, 15 Weis,        All. Claude Bergeaud
Campionato europeo maschile di pallacanestro 20094 Diot, 5 Batum, 6 Jeanneau, 7 Koffi, 8 Mahinmi, 9 Parker, 10 Bokolo, 11 Piétrus, 12 de Colo, 13 Diaw, 14 Turiaf, 15 Traoré,        All. Vincent Collet
Campionato europeo maschile di pallacanestro 20114 Noah, 5 Batum, 6 Séraphin, 7 Albicy, 8 Kahudi, 9 Parker, 10 Traoré, 11 Piétrus, 12 de Colo, 13 Diaw, 14 Tchicamboud, 15 Gelabale,        All. Vincent Collet
Campionato europeo maschile di pallacanestro 20134 Lauvergne, 5 Batum, 6 Diot, 7 Petro, 8 Kahudi, 9 Parker, 10 Heurtel, 11 Piétrus, 12 de Colo, 13 Diaw, 14 Ajinça, 15 Gelabale,        All. Vincent Collet
Campionato europeo maschile di pallacanestro 20154 Westermann, 5 Batum, 7 Lauvergne, 8 Kahudi, 9 Parker, 10 Fournier, 11 Piétrus, 12 de Colo, 13 Diaw, 15 Gelabale, 16 Gobert, 19 Jaiteh,        All. Vincent Collet
Campionato europeo maschile di pallacanestro 20171 Séraphin, 4 Heurtel, 6 Diot, 7 Lauvergne, 10 Fournier, 12 de Colo, 13 Diaw, 15 Westermann, 17 Poirier, 25 Labeyrie, 33 Toupane, 91 Jackson,        All. Vincent Collet
Campionato europeo maschile di pallacanestro 20220 Okobo, 2 M'Baye, 3 Luwawu-Cabarrot, 4 Heurtel, 7 Yabusele, 10 Fournier, 11 Maledon, 17 Poirier, 21 Albicy, 22 Tarpey, 27 Gobert, 91 Fall,        All. Vincent Collet

### Giochi del Mediterraneo
Pallacanestro ai V Giochi del MediterraneoBaltzer, Degros, Durand, Fatien, Gilles, Le Ray, Lespinasse, Longueville, Peter, Recoura, Schol, Staelens, All. -
Pallacanestro ai VII Giochi del MediterraneoBellot, Beugnot, Cachemire, Bonato, Clabau, Dubuisson, Grzanka, Haquet, Lamothe, Sénégal, Vebobe, All. -
Pallacanestro maschile ai XII Giochi del MediterraneoAdams, Allinéi, Bilba, Bonato, Coqueran, Courtinard, Forte, Gadou, Ostrowski, Rigaudeau, Soulé, Vérove, All. -

## Nazionali giovanili
- Selezioni giovanili della nazionale maschile di pallacanestro della Francia